# امیلی اوگل
امیلی اوگل (انگلیسی: Emily Ogle؛ زادهٔ ۵ اوت ۱۹۹۶) بازیکن فوتبال اهل ایالات متحده آمریکا است.
از باشگاه‌هایی که در آن بازی کرده‌است می‌توان به باشگاه فوتبال پورتلند تورنز اشاره کرد.
وی همچنین در تیم ملی فوتبال United States U20 بازی کرده‌است.